# Margaret Furse
Alice Margaret Furse, geboren als Alice Margaret Watts (* 18. Februar 1911 in London; † 8. November 1974 ebenda) war eine britische Kostümbildnerin, die nicht nur den Oscar für das beste Kostümdesign, sondern auch den British Academy Film Award sowie einen Emmy für die besten Kostüme erhielt.

## Leben
Alice Margaret Watts wurde als Tochter von Arthur G. Watts, einem bekannten Illustrator der Zeitschrift Punch geboren. Sie ließ sich an der ‘Central School of Art’ in ihrer Heimatstadt London ausbilden und schloss sich in den 30er Jahren mit anderen jungen Künstlern zur Gruppe ‘Motley’ zusammen, der sie vier Jahre angehörte. Anschließend wechselte sie an die Designing Company ‘New Sheridan House’.
In erster Ehe heiratete sie den Kostüm- und Szenenbildner sowie späteren Oscar-Preisträger Roger K. Furse, durch den sie erstmals mit dem Theater in Berührung kam. Nachdem sie neben ihrem Ehemann am Theater als Kostümbildnerin wirkte, begann sie gegen Ende des Zweiten Weltkrieges durch ihre guten Kontakte zu Laurence Olivier auch beim Film als Kostümbildnerin zu arbeiten und war nach dem von Oliver gedrehten Verfilmung von William Shakespeares Heinrich V (1944) an der Ausstattung von rund 40 Filmen beteiligt.
Auch nach ihrer Scheidung von Furse und der Eheschließung mit dem Filmberater Stephen Watts behielt sie Furses Nachname bei.
Bei der Oscarverleihung 1952 wurde sie mit Edward Stevenson erstmals für den Oscar für das beste Kostümdesign nominiert und zwar für den Schwarzweißfilm Der Dreckspatz und die Königin (1950). Für die Kostüme in dem Farbfilm Becket (1964) erhielt sie nicht nur 1965 eine weitere Oscar-Nominierung, sondern gewann auch den British Film Academy Award für die besten Kostüme. 1966 war sie gleich für zwei Farbfilme für den Britischen Filmpreis für die besten Kostüme nominiert: Zum einen für Cassidy, der Rebell (1965), zum anderen für Ein Schuß im Dunkeln (1964). Für die Kostüme in Der Löwe im Winter (1968) erhielt sie 1969 eine weitere Oscar- sowie eine weitere Nominierung für den Britischen Filmpreis.
Bei der Oscarverleihung 1970 gewann sie schließlich den Oscar für das beste Kostümdesign in Königin für tausend Tage und war gleichzeitig dafür 1971 für einen weiteren Britischen Filmpreis nominiert.
Danach folgten zwei weitere Oscar-Nominierungen für die besten Kostüme: Zum einen 1971 für Scrooge (1970), zum anderen 1972 für Maria Stuart, Königin von Schottland (1971).
Zuletzt erhielt sie 1975 posthum einen Emmy für das Kostümdesign in dem Fernsehfilm Liebe in der Dämmerung (1975).
Margaret Furse, die auch die Kostüme für Oliver Twist (1948) entwarf, arbeitete im Laufe ihrer Karriere mit Filmregisseuren wie George Cukor, Peter Glenville, Jack Cardiff, Blake Edwards, Anthony Harvey, Charles Jarrott, Jean Negulesco und Ronald Neame zusammen.
Das von Roger Furse von ihr gemalte Porträtbild ist Teil der ständigen Ausstellung der National Portrait Gallery in London. Margaret Furse, die an Brustkrebs verstarb, war auch Schwägerin der Filmschauspielerinnen Judith und Jill Furse, den beiden jüngeren Schwestern von Roger Furse.